# Hellen Tenorio
Hellen Tenorio (14 agosto 2004) è un'altista colombiana.

## Biografia
Dopo essersi laureata campionessa colombiana under 18 del salto in alto nel 2021, partecipa ai campionati sudamericani di categoria classificandosi quarta nel medesimo concorso. Nel 2023 è medaglia d'oro ai campionati sudamericani under 20 di Bogotà, mentre nel 2024 conclude la gara in quarta posizione ai campionati sudamericani under 23.
Nel 2025 prende parte ai campionati sudamericani di atletica leggera di Mar del Plata, dove chiude la gara del salto in alto con al collo la medaglia d'oro.

## Progressione

### Salto in alto
| Stagione | Misura | Luogo       | Data       | Rank. Mond. |
| -------- | ------ | ----------- | ---------- | ----------- |
| 2025     | 1,82 m | Bogotà      | 6-4-2025   |             |
| 2025     | 1,82 m | Ibagué      | 8-3-2025   |             |
| 2024     | 1,82 m | Cali        | 13-11-2024 |             |
| 2024     | 1,82 m | Bucaramanga | 20-9-2024  |             |
| 2023     | 1,81 m | Ibagué      | 22-4-2023  |             |
| 2022     | 1,74 m | Bucaramanga | 12-8-2022  |             |
| 2021     | 1,68 m | Ibagué      | 28-8-2021  |             |

## Palmarès
| Anno | Manifestazione                   | Sede          | Evento        | Risultato | Prestazione | Note |
| ---- | -------------------------------- | ------------- | ------------- | --------- | ----------- | ---- |
| 2021 | Campionati sudamericani under 18 | Encarnación   | Salto in alto | 4ª        | 1,63 m      |      |
| 2023 | Campionati sudamericani under 20 | Bogotà        | Salto in alto | Oro       | 1,80 m      |      |
| 2024 | Campionati sudamericani under 23 | Bucaramanga   | Salto in alto | 4ª        | 1,75 m      |      |
| 2025 | Campionati sudamericani          | Mar del Plata | Salto in alto | Oro       | 1,81 m      |      |

## Campionati nazionali
- 1 volta campionessa colombiana under 23 del salto in alto (2022)
- 2 volte campionessa colombiana under 20 del salto in alto (2022, 2023)
- 1 volta campionessa colombiana under 18 del salto in alto (2021)

2021
- Oro ai campionati colombiani under 18, salto in alto - 1,68 m

2022
- Argento ai campionati colombiani assoluti, salto in alto - 1,68 m
- Oro ai campionati colombiani under 20, salto in alto - 1,72 m
- Oro ai campionati colombiani under 23, salto in alto - 1,74 m

2023
- Oro ai campionati colombiani under 20, salto in alto - 1,78 m
- Bronzo ai campionati colombiani assoluti, salto in alto - 1,79 m

2024
- Argento ai campionati colombiani assoluti, salto in alto - 1,77 m
- Argento ai campionati colombiani under 23, salto in alto - 1,82 m